# NBA 2K9
NBA 2K9 é um simulador do campeonato norte-americano de basquete (NBA) da temporada de 2009. Foi desenvolvido pela  Visual Conceptse publicado pela 2K Sports.